# Receptor X retinoide gamma
El receptor X retinoide gamma (RXRG), también conocido como NR2B3 (de sus siglas en inglés "nuclear receptor subfamily 2, group B, member 3"), es un receptor nuclear codificado, en humanos, por el gen rxrG.
La proteína RXRG pertenece a la familia de receptores X retinoides (RXR) dentro de los receptores nucleares que actúan como intermediarios de los efectos biológicos antiproliferativos del ácido retinoico. Este receptor forma homodímeros con el receptor de ácido retinoico, con el receptor de hormona tiroidea y con el receptor de calcitriol, incrementando así tanto la unión al ADN como la actividad transcripcional de los correspondientes elementos de respuesta. El gen rxrG se expresa a niveles significativamente bajos en células no pequeñas de las células cancerígenas de cáncer de pulmón. Se ha descrito la existencia de diferentes variantes generadas por splicing alternativo, que dan lugar a diversas isoformas del receptor RXRG, las cuales han sido caracterizadas.

## Interacciones
El receptor X retinoide gamma ha demostrado ser capaz de interaccionar con:
- ITGB3BP[2]